# Systomus martenstyni
Systomus martenstyni é uma espécie de peixe actinopterígeo da família Cyprinidae.
Apenas pode ser encontrada no Sri Lanka.